# 半熟公主
《半熟公主》（プリンセスはお年頃!）是日本輕小說家榊一郎第一部在HJ文庫發表的輕小說，插畫為深山和香，全三集，是榊一郎以早年所寫的同人誌改寫而成的輕小說。

## 故事概要
阿比亞斯王國的公主奈奈為了尋找一個乖巧丈夫，帶著護衛繪其諾和侍女珂琳踏上旅程。

## 登場人物

### 主要角色
奈奈
本書主角。原本是個棄嬰。被阿比亞斯王國的國王收養，擁有阿比亞斯王國的第一王位繼承權，其實是淫魔族的後裔，為了尋找一個丈夫而踏上旅程。
繪其諾
奈奈的貼身護衛，是個武藝高強的青年，陪伴奈奈踏上旅程。似乎有著悲慘的過去。
珂琳
奈奈的貼身侍女兼護衛，雖然外表嬌柔，其實武技不輸給繪其諾，陪伴奈奈踏上旅程。原本是教會派來的暗殺者。
那莉亞
跟著奈奈一行人，行為舉止怪異的少女。真實身分是暗殺者，卻因為培育方式的問題，導致她缺乏生活基本常識。

### 阿比亞斯王國
瑪雅加
阿比亞斯王國國王的首席顧問，傑出的魔導師，和奈奈的關係等同母女。

## 出版書籍

### 日文版
1. プリンセスはお年頃! 1　ISBN 9784894254329
2. プリンセスはお年頃! 2　ISBN 9784894254701
3. プリンセスはお年頃! 3　ISBN 9784894255173

### 中文版
1. 半熟公主 1　ISBN 9789861197333
2. 半熟公主 2　ISBN 9789861197340
3. 半熟公主 3　ISBN 9789861197357

## 外部連結
Amazon.co.jp プリンセスはお年頃!（页面存档备份，存于）（日語）